# Gaukler- und Kleinkunstfestival (Koblenz)

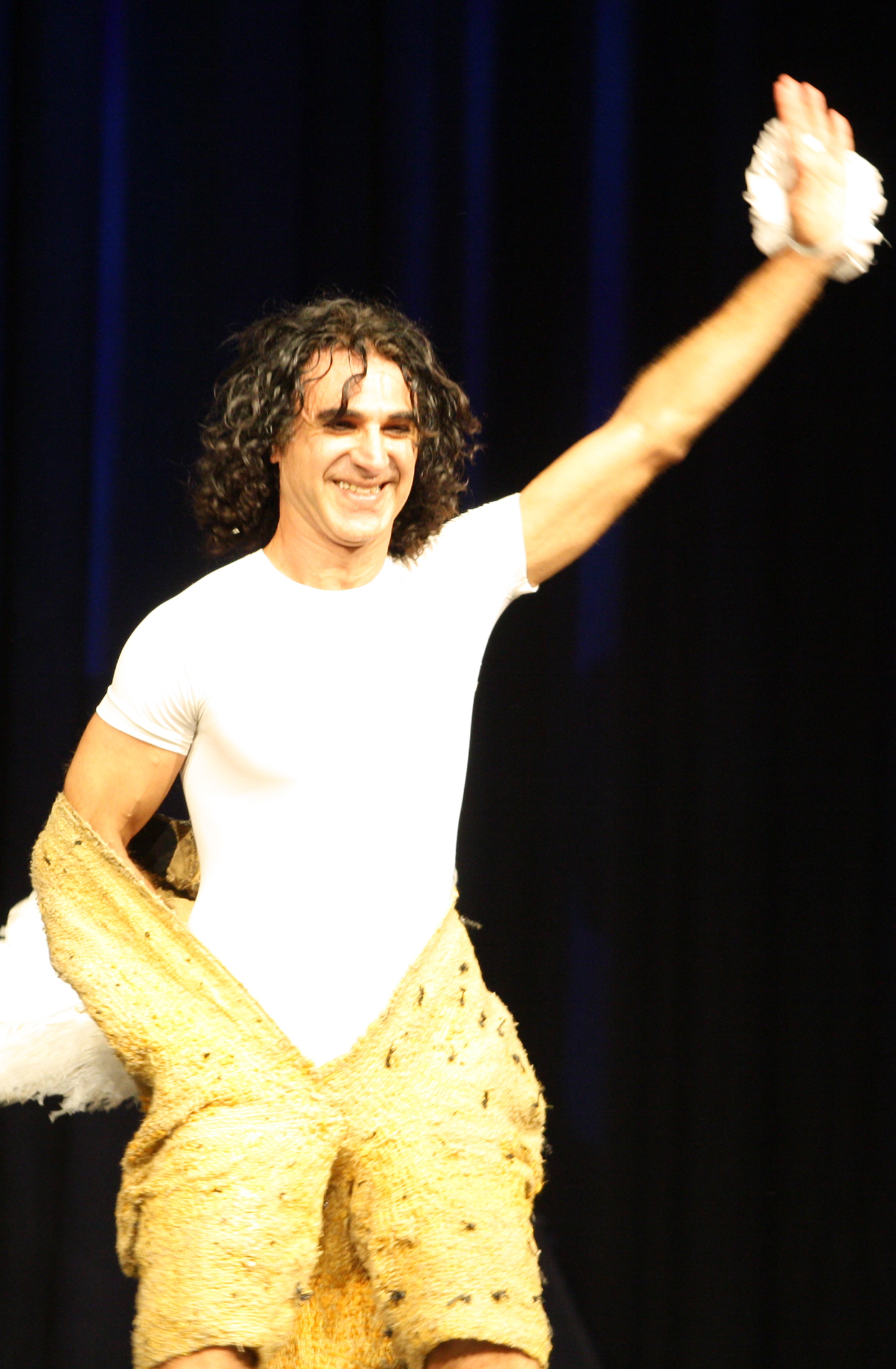
Le Mime Daniel, Preisträger 2011 (1. Preis)

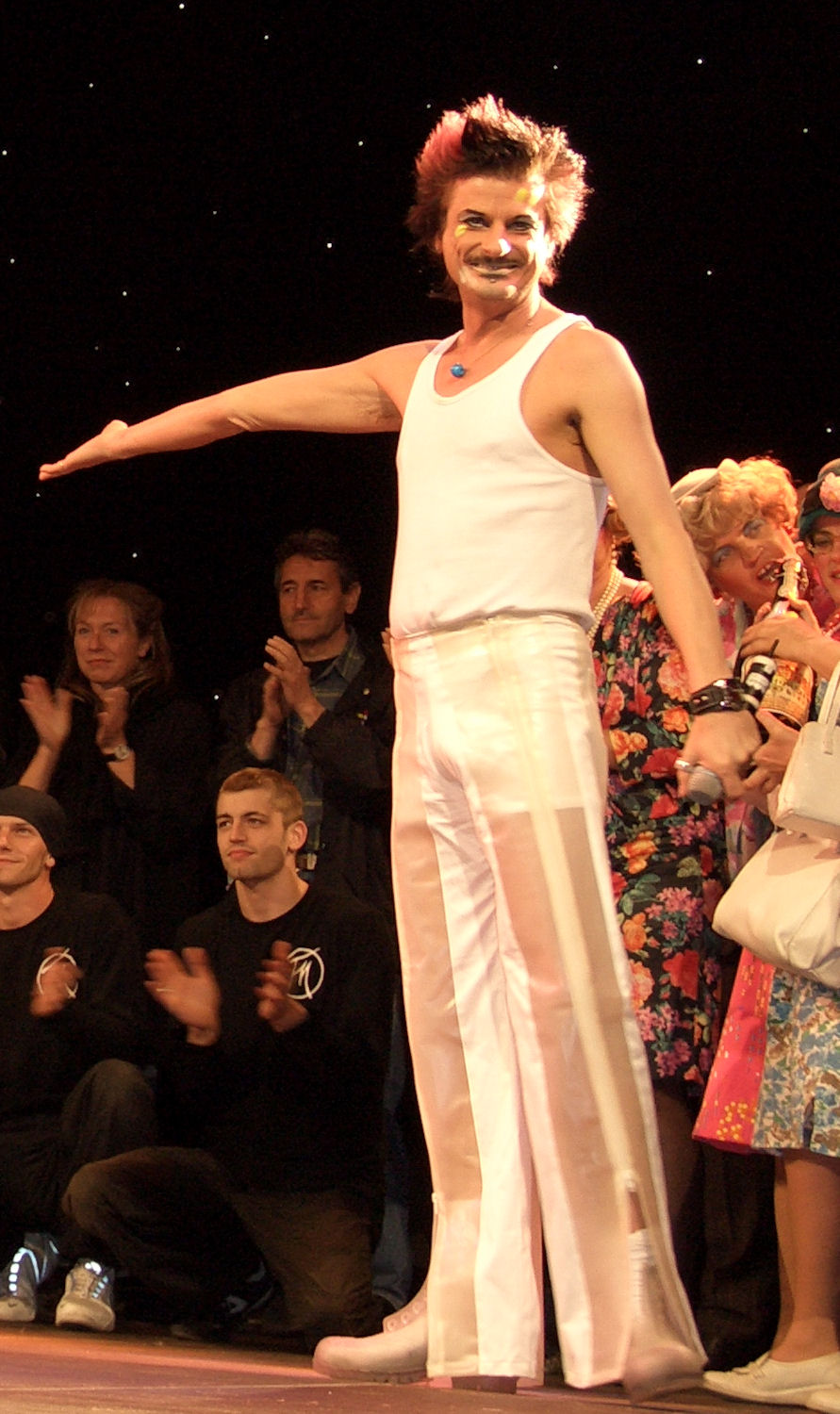
Kay Ray bei einem Bühnenauftritt auf dem Gaukler- und Kleinkunstfestival in Koblenz 2005

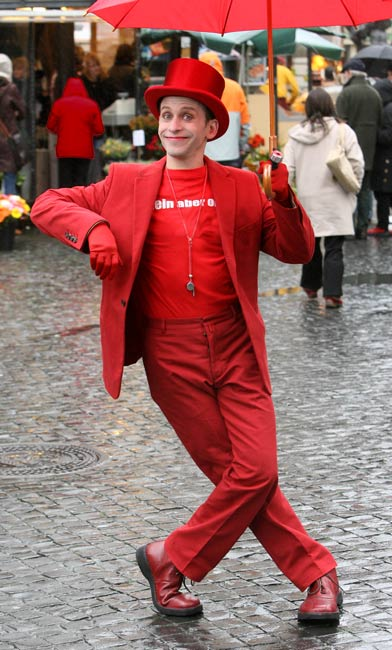
Pantomime Pablo Zibes – Sonderpreis 1999

Das Internationale Gaukler- und Kleinkunstfestival Koblenz (GAUKLERFESTung) ist ein Festival für Gaukler, Akrobaten, Komiker und ähnliche Künstler, das in der Altstadt von Koblenz (Rheinland-Pfalz) ausgerichtet wird. Die seit 1992, dem Jahr der 2000-Jahr-Feier der Stadt Koblenz, jeweils Ende Juli oder Anfang August stattfindende Veranstaltung wird alljährlich von rund 50.000 Menschen besucht.

## Ablauf
Das Festival der Kleinkunst dauert drei Tage und startete, bis zur Verlegung der Veranstaltung auf die Festung Ehrenbreitstein, mit einer Varieté Gala am Freitagabend auf dem Schulhof des Görres-Gymnasiums. Samstags und sonntags waren in der Altstadt unter freiem Himmel internationale Gaukler, Walk-Act-Künstler, Jongleure und Clowns unterwegs um Besucher jeden Alters auf Bühnen, Plätzen, Gassen und im Gauklerzelt zu unterhalten. Am Samstagabend findet jährlich die Gauklergala statt, beim großen Finale am Sonntagabend stellen einige Künstler ihr Programm vor. Eine Jury ermittelt die Gewinner und verleiht die Koblenzer Gauklerpreise.
Im Jahr 2009 wurde erstmals für die drei Abendprogramme Eintritt erhoben, die restlichen Auftritte waren gratis. Im Jahr 2010 nahmen rund 80 nationale und internationale Künstler an dem Festival teil. Veranstalter des „Internationalen Gaukler- und Kleinkunstfestivals Koblenz“ ist die Koblenz-Touristik, die künstlerische Leitung übernimmt das Café Hahn. Das Festival ist Teil des Kultursommers Rheinland-Pfalz und wird damit vom Land gefördert.
Unter dem Motto „GAUKLERFESTung“ fand 2013 erstmals die Veranstaltung nicht in der Koblenzer Altstadt, sondern auf der Festung Ehrenbreitstein statt. Nachdem 2015 das Festival zum zweiten Mal auf der Festung stattfand, fiel die Entscheidung, die Veranstaltung zukünftig immer, organisiert durch den „Förderverein Kultur im Café Hahn“ auf Ehrenbreitstein auszurichten. Neben der Belebung der durch eine Seilbahn an die Altstadt angebundene Festung, ist die Refinanzierung durch Eintrittserlöse ein Argument für den neuen Veranstaltungsort.

## Preisträger
Die Gewinner der Kleinkunstpreise der Stadt Koblenz lauten:
| Jahr | 1. Preis                           | 2. Preis                     | 3. Preis                          | Sonderpreise                                               | Der Goldene Arsch mit Ohren | Sonderpreis Memo Media | Publikumspreis    |
| ---- | ---------------------------------- | ---------------------------- | --------------------------------- | ---------------------------------------------------------- | --------------------------- | ---------------------- | ----------------- |
| 2019 | Otto il Bassotto                   | Niklas Bothe                 | Sophia Drgala                     | Merkel & Vannix                                            | Jürgen B. Hausmann          | Duo Charisma           | Ausbilder Schmidt |
| 2018 | The Funky Monkeys                  | Murzarella                   | Sven                              | RaTaTa                                                     | Willibert Pauels            |                        |                   |
| 2017 | Carlos Zaspel                      | Helena                       | Rodrigue & LouLou                 | Compagnie MOBIL „DESPOOT“                                  | Volker Weininger            |                        |                   |
| 2016 | Das Lumpenpack                     | Sebastian Stamm              | Archi Clapp                       | Theater Cia la Tal mit „Carilló“                           | Johannes Flöck              |                        |                   |
| 2015 | Manic Freak Show                   | Twin Spin                    | Duo Charisma                      | Comagnie Feuervogel                                        | Heri Lehnert                |                        |                   |
| 2014 | Gabor Vosteen                      | Mr. Dyvinetz                 | Stefan Waghubinger                | Stone Age, Federico E. Galván und Sante D´Amours Fortunato | Roberto Capitoni            |                        |                   |
| 2013 | Heloise & Will                     | Jens Heidtmann               | Hinz & Kunz                       | Horses of Menorca                                          | Willi und Ernst             |                        |                   |
| 2012 | Michael Hatzius                    | Jeff Hess                    | Alakazam (Al Millar)              | XL Insects und Tukkersconnexion                            | Karl-Heinz Helmschrot       |                        |                   |
| 2011 | Le Mime Daniel                     | Magic Pepe                   | Stenzel und Kivits                | Comedy Dog Show und Stef Vetters                           | Paul Morocco                |                        |                   |
| 2010 | Anne Klinge                        | Barto                        | David Werker                      | Theater Pikante und Die Jazzpolizei                        | Dave Davis                  |                        |                   |
| 2009 | Ass-Dur                            | Le Bo Trio                   | Dave Davis                        | Dynamogène und Jochen, der Elefant                         | Leo Bassi                   |                        |                   |
| 2008 | Pop Eyed                           | René Marik                   | Kotini Jr., Raymond & Mr. Sputnik | Bouldegom Théâtre und So! ...und nicht anders              | Rob Spence                  |                        |                   |
| 2007 | Starbugs                           | Erik Ivarsson                | Elastic                           | Dirty Fred und Mabó Band                                   | Jango Edwards               |                        |                   |
| 2006 | Le Mime Daniel                     | Farellos                     | Stenzel und Kivits                | Theater Rue Piétonne und Trio Sorrentino                   | The Pops                    |                        |                   |
| 2005 | Laura Kibel                        | extra art                    | Shirlee Sunflower                 | Duo Gi Jo und Heinz baut                                   | Kay Ray                     |                        |                   |
| 2004 | Christoph Engels                   | junge, junge & Andreas Römer | Trifolie                          | Basso Doble, Les Sages Fous und Matthias Jung              | Matthias Jung               |                        |                   |
| 2003 | Planet Banana                      | Judith Lanigan               | Bobarino Gravittini               | Irrwisch und Théâtre de la Toupine                         | Ausbilder Schmidt           |                        |                   |
| 2002 | Stefan Zimmermann & Sylvia Oelkrug |                              |                                   |                                                            | Mario Barth                 |                        |                   |
| 2001 | Gogol & Mäx                        |                              |                                   |                                                            | Die Niegelungen             |                        |                   |
| 2000 | Scott the Magician                 |                              |                                   |                                                            |                             |                        |                   |
| 1999 | Elliot                             |                              |                                   | „British Event Theatre Company“ und Pantomime Pablo Zibes  |                             |                        |                   |
| 1998 | Magic Pepe                         |                              |                                   | Les Frites Foutures                                        |                             |                        |                   |
| 1997 | Flügzüg                            |                              |                                   | Robert Blake                                               |                             |                        |                   |
| 1996 | Flöz und Söhne                     |                              |                                   |                                                            |                             |                        |                   |
| 1995 | Fundus                             |                              |                                   |                                                            |                             |                        |                   |
| 1994 | Duo Naseweis                       |                              |                                   |                                                            |                             |                        |                   |
| 1993 | Get a Grip                         |                              |                                   |                                                            |                             |                        |                   |
| 1992 | The Flying Dutchmen                |                              |                                   |                                                            |                             |                        |                   |